# Tracee Ellis Ross
Tracee Ellis Ross (Los Ángeles, California, 29 de octubre de 1972) es una actriz estadounidense, modelo, cómica,  productora y presentadora televisiva.
Es hija de la actriz y cantante Diana Ross. Ross comenzó su carrera actuando en películas independientes. Es conocida por su papel como Joan Clayton en la comedia televisiva de la UPN/CW Girlfriends. Protagonizó el show desde 2000 hasta 2008. En 2007 protagoniza la película Daddy's Little Girls, y en 2011 tuvo un papel importante como la doctora Carla Reed en la comedia Reed between the lines. En 2014, Ross empieza a interpretar a la doctora Rainbow Johnson en la comedia de la ABC Black-ish.

## Biografía
Su nombre completo es Tracee Joy Silberstein. Nacida en Los Ángeles, California, es hija de actriz y cantante de la Motown Diana Ross y del mánager musical Robert Ellis Silberstein. El actor y músico Evan Ross es su medio-hermano. Su padre es un estadounidense judío y su madre es afroamericana. Ross asistió a la Dalton School en Manhattan y al Instituto Le Rosey en Suiza. Durante su adolescencia trabajó como modelo. Más tarde estudió en la Universidad Brown, actuando en varias obras teatrales, y graduándose en 1994 con un grado de teatro. Más tarde trabajó en la industria de moda, como modelo y contribuyendo en la edición de la revista Mirabella de Nueva York.

## Trayectoria

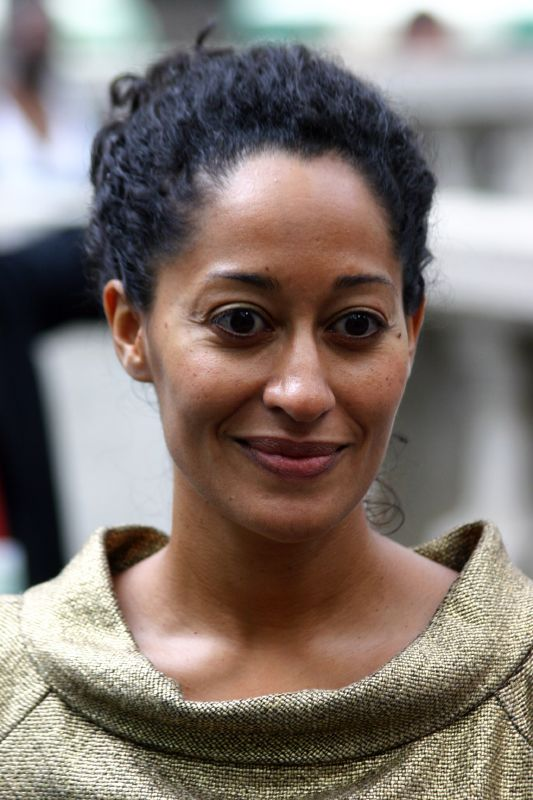
Ross en 2007

Ross hizo su debut de pantalla grande en 1996, interpretando a una mujer judío-afroamericana en la película independiente Far Harbor. Ese mismo año, aparece como una de las bailarinas en el vídeo de la exitosa canción "Macarena". El año siguiente, debuta como presentadora del magazine televisivo de la cadena Lifetime The Dish, una revista al tanto de la cultura popular. En 1998, protagoniza el largometraje televisivo de la NBC A Moment of Truth. En el año 2000 entra a formar parte del reparto de la serie de la MTV The Lyricist Lounge Show donde se mezcla la música Hip hop con scketches cómicos y dramáticos.
Uno de sus mayores éxitos lo consiguió al obtener en 2000 el papel protagonista de la serie de la UPN/CW Girlfriends interpretando a Joan Carol Clayton, una neurótica abogada de éxito en busca de aventuras y amor. La serie se basaba en la vida de cuatro jóvenes afroamericanas y su amigo masculino. La serie permaneció en antena hasta 2008 y con ella cosechó dos premios NAACP Image Award. Entre 2008 y 2011 aparece en varios episodios de series televisivas (Private practice, CSI,...) y participa en algunos largometrajes (Life support, Daddy's Little Girls o Labor Pains).
En el año 2012 protagoniza la primera temporada de la comedia de situación Reed Between the Lines con la que consigue su tercer premio NAACP Image Award. Sin embargo, en agosto de 2012, se anunció que Ross no regresaría para la segunda temporada. En 2014 entra a formar parte del reparto de la serie Black-ish interpretando a la doctora Rainbow Johnson, esposa del protagonista de la serie Andre Johnson (Anthony Anderson) consiguiendo su cuarto premio NAACP Image Award. En 2015 obtuvo el doctorado honoris causa por la Universidad Brown en bellas artes.

## Premios
- 2016 Emmy - Mejor actriz principal en una serie de comedia: Nominada
- Premios del Sindicato de Actores de la Pantalla 2016 - Actuación destacada de un conjunto en una serie de comedia: Nominado
- Globo de Oro 2017 - Mejor interpretación de una actriz en una serie de televisión - Musical o comedia: Ganadora
- 2017 Emmy - Mejor actriz principal en una serie de comedia: Nominada
- Premios del Sindicato de Actores de la Pantalla 2017 - Actuación destacada de un conjunto en una serie de comedia: Nominada
- 2018 Emmy - Mejor actriz principal en una serie de comedia: Nominada
- 2020 Emmy - Mejor actriz principal en una serie de comedia: Nominada
- 2020 People's Choice Awards - Actor favorito de película dramática: Nominado
- 2021 Emmy - Mejor serie de comedia: Nominada
- 2021 Emmy - Mejor actriz principal en una serie de comedia: Nominada